# Hesíquio (castrense)
Hesíquio (em latim: Hesychius) foi um oficial romano do século IV, ativo durante o reinado dos imperador Constâncio II (r. 337–361). Um castrense, aparece em 343, quando foi enviado ao Concílio de Sárdica com Estratégio Musoniano para representar o imperador.